# Хайфа (военно-морская база)

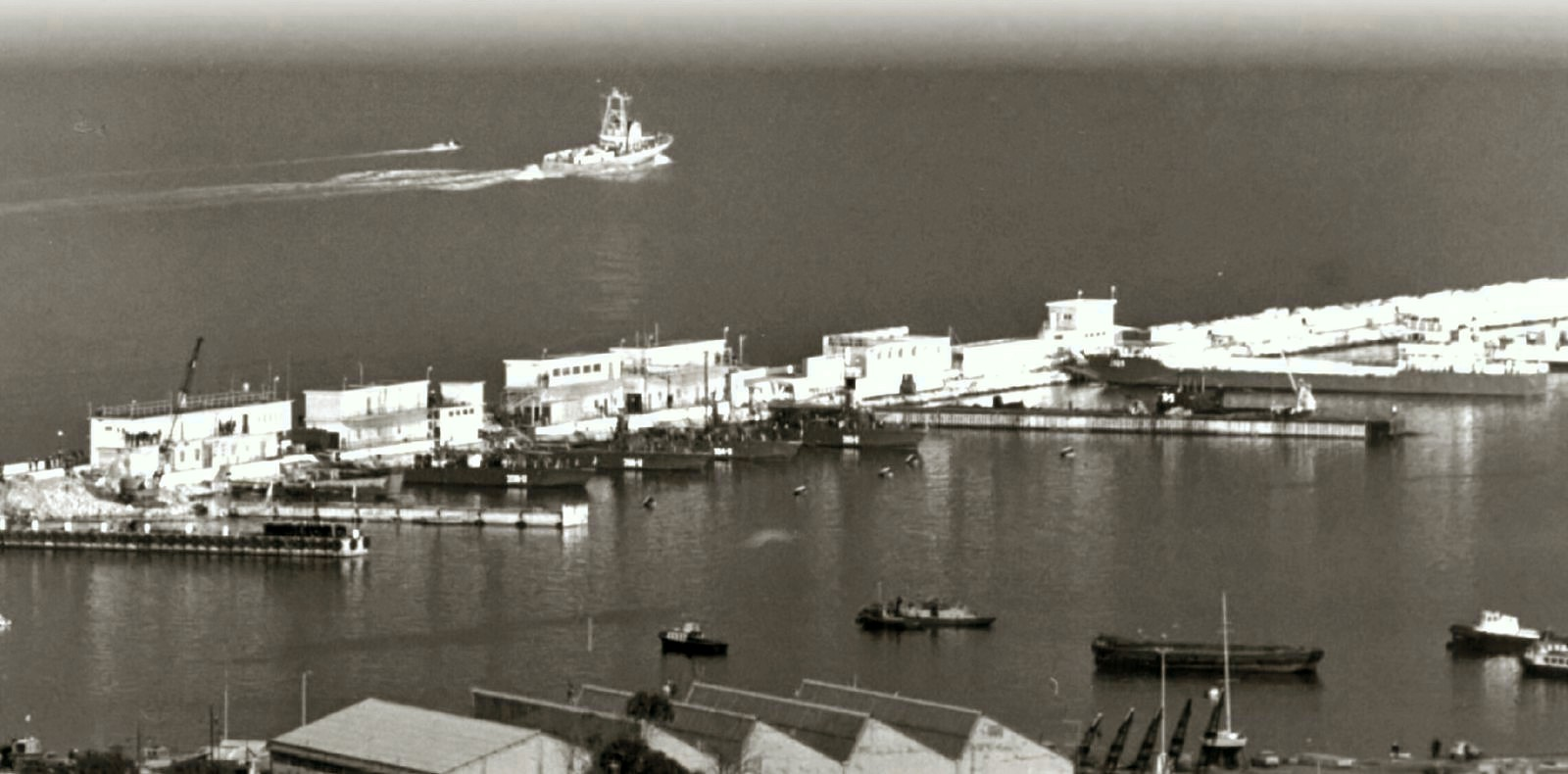
Вид на военно-морскую базу в Хайфе, 25 декабря 1968 года

Военно-морская база ВМС Израиля «Хайфа» (БАХ, Басис Хайфа, ВМБ Хайфа, ивр. בסיס חיפה‎) — главная база ВМС Израиля. Основная функция военно-морской базы «Хайфа» и расположенных там подразделений — поддержание повседневной оперативной деятельности флота, выполнение боевых задач, поддержание и повышение боевой готовности войск.

## Общие сведения
Главная военно-морская база Армии обороны Израиля на Средиземном море.
База существует со времён Британского мандата и используется ВМС с 1948 года, со времён Арабо-израильской войны 1947—1949 годов.
Командир ВМБ Хайфы имеет звание бригадный генерал («тат-алуф») и параллельно является командиром Северной средиземноморской зоны ВМС.
В Хайфе базируются:
- 3-я флотилия
- 7-я флотилия
- 914-й дивизион сторожевых катеров,
- подразделение ЯЛТАМ.

В Хайфе также расположены Израильская военно-морская академия которая находится на территории Учебно-тренировочной базе ВМС Израиляи.

## Командиры базы
| Имя                | Период    | Комментарий                                                                |
| ------------------ | --------- | -------------------------------------------------------------------------- |
| Ицхак Газит        | ?         |                                                                            |
| Цви Тирош          | 1970-1973 | командир базы в Войне на истощение                                         |
| Ури Паз            | ?         | командир базы в Войне Судного дня                                          |
| Зеев Альмог        | 1975-1976 | главнокомандующий ВМС Израиля в 1979−1985                                  |
| Авраам Дрор        | 1976-1979 |                                                                            |
| Эли Рахав          | 1979-1981 |                                                                            |
| Авраам Бен-Шошан   | ?         | командир базы в Ливанской войне, главнокомандующий ВМС Израиля в 1985—1989 |
| Ами Аялон          | ?         | главнокомандующий ВМС Израиля в 1992—1995                                  |
| Алекс Таль         | ?         | главнокомандующий ВМС Израиля в 1995—1999                                  |
| Шауль Хорев        | ?         |                                                                            |
| Йедидья Яари       | 1994-?    | главнокомандующий ВМС Израиля в 1999—2004                                  |
| Яаков Гез          | ?         |                                                                            |
| Йоси Леви          | ?         |                                                                            |
| Элиэзер Маром      | 1999-2001 | главнокомандующий ВМС Израиля в 2007—2011                                  |
| Юваль Цур          | ?         |                                                                            |
| Йохай Бен Йосеф    | 2005-2007 | командир базы в время Второй Ливанской войны                               |
| Рам Ротберг        | 2007-2009 | главнокомандующий ВМС Израиля с 2011                                       |
| Ави Арзони         | 2009-2011 |                                                                            |
| Эли Шарвит         | 2011-2014 |                                                                            |
| Давид Салама       | 2014-2017 |                                                                            |
| Гиль Агински-Перец | 2017-     |                                                                            |